# Ла Зуш, Алан, барон ла Зуш из Эшби
Алан ла Зуш (англ. Alan la Zouche; 9 октября 1267 — приблизительно 25 марта 1314) — английский аристократ, 1-й барон ла Зуш из Эшби с 1299 года. Участник войн с Шотландией.

## Биография
Алан ла Зуш принадлежал к старинному роду, представители которого перебрались в Англию из Бретани в XII веке и стали владельцами ряда поместий, в том числе Эшби в Лестершире. Алан был старшим сыном Роджера ла Зуша и Элы де Лонжеспе. После смерти отца в 1285 году он получил обширные земли в Англии и Шотландии (наследство его бабки Хелены де Квинси). В англо-шотландской войне, начавшейся в 1296 году, ла Зуш занял сторону англичан и, в частности, сражался в 1298 году при Фолкерке, где англичане разбили Уильяма Уоллеса. Когда шотландцы вытеснили англичан, он потерял свои владения на севере.
Король Англии Эдуард I 5 декабря 1299 года призвал Алана в свой парламент; с этого момента начинается история баронии ла Зуш. В последующие годы Алан занимал ряд должностей и выполнял королевские поручения в Уэльсе.

## Семья и наследие
Барон ла Зуш был женат на Элеаноре Сегрейв, дочери Николаса Сегрейва, 1-го барона Сегрейва, и Мод де Люси. В этом браке родились:
- Элен, жена Николаса де Сент-Мора, 1-го барона Сент-Мора, и сэра Алана Черлтона[1][2];
- Мод, жена Роберта Холланда, 1-го барона Холланда[3][4];
- Элизабет[5], монахиня[6][7].

Поскольку сыновей у Алана не было, его титул после его смерти исчез. Позже появились другие бароны Зуш — из Харингуорта.